# Новоџерелијевскаја
Новоџерелијевскаја (рус. Новоджерелиевская) насељено је место руралног типа (станица) на југозападу европског дела Руске Федерације. Налази се у централном делу Краснодарске покрајине и административно припада њеном Брјуховечком рејону.
Према подацима националне статистичке службе РФ за 2010, станица је имала 5.020 становника.

## Географија
Станица Новоџерелијевскаја се налази у централном делу Краснодарске покрајине на око 24 километра западно од рејонског центра станице Брјуховецкаје, односно на око 86 км северно од покрајинског центра Краснодара. Село лежи у западном делу Кубањско-приазовске степе на надморској висини од око 9 метара. Лежи на десној обали реке Кирпили, на месту где се она постепено разлива у широко мочварно подручје лиманског порекла.
Кроз насеље пролази железница и друмски правац на линији Тимашјовск−Приморско-Ахтарск.

## Историја
Станица Новоџерелијевскаја је основана 1809. као једно од бројних насеља које су Кубањски Козаци основали у том периоду на подручју Кубања.

## Демографија
Према подацима са пописа становништва 2010. у селу је живело 5.020 становника.
| 2002. | 2010. |
| ----- | ----- |
| 5.297 | 5.020 |